# Glauco (hijo de Sísifo)
Glauco (en griego antiguo: Γλαῦκος, Glaukos, que significa de color 'glauco', 'azul grisáceo' o 'verde azulado') en la mitología griega y romana, era hijo de Sísifo y de la pléyade Mérope. Fue rey de Corinto y es el tema de una tragedia perdida de Esquilo, Glaucus Potnieus (Glauco en Potnias), de la que han sobrevivido algunos fragmentos contenidos en los Papiros de Oxirrinco.

## Mitología
Sucedió a su padre como rey de Éfira, una ciudad que según la leyenda habría construido él mismo, y que llegaría más tarde a convertirse en Corinto. Su madre, hija del titán Atlas y de la oceánide Pléyone, al casarse con Sísifo se convertiría en la única de las hermanas pléyades en unirse con un mortal. Fue el antepasado del Glauco de la Ilíada. Su mito principal está implicado con su muerte violenta como resultado de su afición a los caballos.
Al principio, Sísifo había tratado de organizar un matrimonio para Glauco con la cambiante de forma Mestra, hija de Eresictón de Tesalia, aunque, a pesar del pago de valiosos presentes para la novia, ella eludió el matrimonio y Poseidón se la llevó a una isla. Glauco finalmente se casó con una hija de Niso llamada Eurímede o Eurínome. Zeus había declarado que Glauco no engendraría hijos ni siquiera de su propia esposa, tal vez debido a sus conflictos con Afrodita. Mientras Eurínome dio a luz al famoso héroe Belerofonte, Poseidón generalmente es visto como el verdadero padre. El tema equino continúa en la mitología: Poseidón estaba asociado con los caballos y Belerofonte era el jinete del caballo alado Pegaso. La Ilíada, sin embargo, nombra a Glauco como padre de Belerofonte.
Glauco participó en los juegos funerarios organizados en honor a Pelias por su hijo Acasto, los famosos Athla epi Pelia, en donde competían algunos de los héroes más importantes de Grecia, incluidos los argonautas. Glauco perdió frente a Yolao en la carrera de carros. En un fragmento de la tragedia de Esquilo a veces se da a entender que Glauco murió en un accidente de carro en el camino a casa, pero parece más probable que el accidente ocurriera durante la carrera. Según Pausanias, Glauco estaba obsesionado con los Juegos Ístmicos como una forma de Taraxipo, porque sus caballos lo mataron durante los juegos funerarios.
Hay dos tradiciones principales sobre la muerte de Glauco. En una, alimenta a sus yeguas con carne humana para hacerlas feroces en la batalla, pero en los juegos no tiene suministros para ellas, y se vuelven contra su dueño y lo devoran. Servio, sin embargo, considera a Glauco como una especie de doble de Hipólito que ofendió a la diosa Afrodita (Venus) ya sea evitando que sus yeguas se apareen para preservar su velocidad, o desdeñándola en general. La diosa toma represalias contra él a través de sus caballos. En otras fuentes, las yeguas son conducidas a un frenesí mortal al consumir una hierba en su pasto beocio de Potnias o agua de un pozo tóxico. Gilbert Murray vio a Hipólito, Glauco y a otros semejantes sufrir sparagmós como las deidades de la vegetación.
En los Geórgicas, Virgilio lanza el desaire de Venus por evitar que las yeguas se apareen. Que los romanos consideraban que el apareamiento era un peligro para la cría de caballos está indicado por una extraña anécdota de Varrón, algo más mayor, pero contemporáneo de Virgilio: cuando un semental se negaba a aparearse, el cuidador podía tener éxito cubriendo la cabeza. Pero cuando lo descubrió, el semental lo atacó y lo mató a mordiscos.
En un escolio se nos dice «que Leda tenía como padre a Glauco, el de Sísifo, lo dice Eumelo en las Corintíacas, y como madre, a Pantidiya, contando que Glauco, al perder sus corceles, llegó a Lacedemonia y allí se unió a Pantidiya, la que luego se casaría con Testio, de manera que Leda, que por semilla era de Glauco, se decía que era de Testio».